# Украина на летних Олимпийских играх 2008
Украина на летних Олимпийских играх 2008 была представлена Национальным олимпийским комитетом Украины (НОКУ).
| Медали по дням | Медали по дням | Медали по дням | Медали по дням | Медали по дням | Медали по дням | Медали по дням |
| -------------- | -------------- | -------------- | -------------- | -------------- | -------------- | -------------- |
| День           | Дата           |                |                |                | Итого          |                |
| День 0         | 8-е            | —              | —              | —              | —              |                |
| День 1         | 9-е            | 0              | 0              | 0              | 0              |                |
| День 2         | 10-е           | 0              | 0              | 0              | 0              |                |
| День 3         | 11-е           | 0              | 0              | 0              | 0              |                |
| День 4         | 12-е           | 0              | 0              | 1              | 1              |                |
| День 5         | 13-е           | 0              | 0              | 3              | 3              |                |
| День 6         | 14-е           | 1              | 0              | 0              | 1              |                |
| День 7         | 15-е           | 2              | 0              | 0              | 2              |                |
| День 8         | 16-е           | 2              | 1              | 1              | 4              |                |
| День 9         | 17-е           | 0              | 1              | 1              | 2              |                |
| День 10        | 18-е           | 0              | 0              | 2              | 2              |                |
| День 11        | 19-е           | 0              | 1              | 0              | 1              |                |
| День 12        | 20-е           | 0              | 1              | 0              | 1              |                |
| День 13        | 21-е           | 0              | 0              | 1              | 1              |                |
| День 14        | 22-е           | 0              | 0              | 3              | 3              |                |
| День 15        | 23-е           | 2              | 1              | 3              | 6              |                |
| День 16        | 24-е           | 0              | 0              | 0              | 0              |                |

## Медалисты
| Золото |                                                           |                                                       |
| #      | Спортсмены                                                | Вид спорта (дисциплина)                               |
| 1      | Ольга Харлан, Елена Хомровая, Галина Пундик, Ольга Жовнир | Фехтование (командная сабля, женщины)                 |
| 2      | Артур Айвазян                                             | Пулевая стрельба (винтовка лежа, 50 м, мужчины)       |
| 3      | Виктор Рубан                                              | Стрельба из лука (индивидуальное первенство, мужчины) |
| 4      | Александр Петрив                                          | Пулевая стрельба (скоростной пистолет, 25 м, мужчины) |
| 5      | Наталья Добрынская                                        | Лёгкая атлетика (семиборье)                           |
| 6      | Инна Осипенко-Радомская                                   | Гребля на байдарках и каноэ (каяк, 500 м)             |
| 7      | Василий Ломаченко                                         | Бокс (до 57 кг)                                       |

| Серебро |                 |                                                       |
| #       | Спортсмены      | Вид спорта (дисциплина)                               |
| 1       | Сухоруков Юрий  | Пулевая стрельба (винтовка с трёх позиций, 50 метров) |
| 2       | Стадник Андрей  | Вольная борьба (до 66 кг, мужчины)                    |
| 3       | Антонова Елена  | Лёгкая атлетика (метание диска, женщины)              |
| 4       | Лищинская Ирина | Лёгкая атлетика (бег на 1500 м)                       |

| Бронза |                             |                                            |
| #      | Спортсмены                  | Вид спорта (дисциплина)                    |
| 1      | Гонтюк Роман                | Дзюдо (до 81 кг, мужчины)                  |
| 2      | Кваша Илья/Пригоров Алексей | Прыжки в воду (синхронно, мужчины)         |
| 3      | Варданян Армен              | Греко-римская борьба (до 66 кг, мужчины)   |
| 4      | Мерлени Ирина               | Вольная борьба (до 48 кг, женщины)         |
| 5      | Калитовская Леся            | Велоспорт (преследование, 3000 м)          |
| 6      | Воробьёв Александр          | Спортивная гимнастика (кольца, мужчины)    |
| 7      | Данько Тарас                | Вольная борьба (до 84 кг, мужчины)         |
| 8      | Глазков Вячеслав            | Бокс, +91 кг                               |
| 9      | Чебан Юрий                  | Гребля на байдарках и каноэ (каноэ, 500 м) |
| 10     | Тобиас Наталья              | Лёгкая атлетика (бег, 1500 м)              |
| 11     | Бессонова Анна              | Художественная гимнастика (индивидуально)  |

## Состав Украинской олимпийской команды

### Академическая гребля
Спортсменов — 10
Соревнования среди мужчин
| Спортсмен                                                                | Соревнование    | Отборочные | Отборочные | Доп. заплыв | Доп. заплыв | Полуфинал | Полуфинал | Финал           | Финал |
| Спортсмен                                                                | Соревнование    | Время      | Место      | Время       | Место       | Время     | Место     | Время           | Место |
| ------------------------------------------------------------------------ | --------------- | ---------- | ---------- | ----------- | ----------- | --------- | --------- | --------------- | ----- |
| Белоущенко Сергей, Грынь Сергей, Павловский Владимир, Прокопенко Дмитрий | Парные четвёрки | 5:40,11    | 1 Q        |             |             | 6:03,71   | 5         | Финал B 5:47,89 | 8     |

Соревнования среди женщин
| Спортсмен                                                                  | Соревнование    | Отборочные | Отборочные | Доп. заплыв | Доп. заплыв | Финал           | Финал |
| Спортсмен                                                                  | Соревнование    | Время      | Место      | Время       | Место       | Время           | Место |
| -------------------------------------------------------------------------- | --------------- | ---------- | ---------- | ----------- | ----------- | --------------- | ----- |
| Дементьева Яна, Тарасенко Екатерина                                        | Парные двойки   | 7:25,03    | 5          | 7:06,77     | 4           | Финал B 7:17.82 | 7     |
| Колесникова Татьяна, Олефиренко Елена, Спирюхова Светлана, Наталья Ляльчук | Парные четвёрки | 6:17,84    | 2          | 6:41,45     | 4           | Финал A 6:20.02 | 4     |

### Гребля на байдарках и каноэ
Спортсменов — 6
| Спортсмен                          | Соревнование        | Отборочные | Отборочные | Полуфинал | Полуфинал | Финал     | Финал     |
| Спортсмен                          | Соревнование        | Время      | Место      | Время     | Место     | Время     | Место     |
| ---------------------------------- | ------------------- | ---------- | ---------- | --------- | --------- | --------- | --------- |
| Юрий Чебан                         | Мужчины, C-1 500 м  | 1:49,454   | 3          | 1:51,507  | 1         | 1:48,766  |           |
| Юрий Чебан                         | Мужчины, C-1 1000 м | 4:23,188   | 6          | 4:06,095  | 7         | Не прошёл | Не прошёл |
| Сергей Безуглый, Максим Прокопенко | Мужчины, C-2 500 м  | 1:42,054   | 3          |           |           | 1:44.157  | 7         |
| Пётр Крук, Руслан Джалилов         | Мужчины, C-2 1000 м | 4:06,744   | 7          | 3:46,050  | 5         | Не прошли | Не прошли |
| Инна Осипенко-Радомская            | Женщины, K-2 500 м  | 1:49,776   | 5          | 1:51,558  | 1         | 1:50,673  |           |

### Бадминтон
Спортсменов — 2
| Спортсмен           | Разряд            | Первый раунд                            | Второй раунд                         | Третий раунд   | Четвертьфинал  | Полуфинал      | Финал          | Место     |
| Спортсмен           | Разряд            | Противник Очки                          | Противник Очки                       | Противник Очки | Противник Очки | Противник Очки | Противник Очки | Место     |
| ------------------- | ----------------- | --------------------------------------- | ------------------------------------ | -------------- | -------------- | -------------- | -------------- | --------- |
| Владислав Дружченко | Мужской одиночный | Вилле Лонг (FIN) Пор 12-21, 19-21       | Не прошёл                            | Не прошёл      | Не прошёл      | Не прошёл      | Не прошёл      | Не прошёл |
| Лариса Грига        | Женский одиночный | Агнесе Аллегрини (ITA) Поб 21-15, 21-19 | Саина Нехваль (IND) Пор 18-21, 10-21 | Не прошла      | Не прошла      | Не прошла      | Не прошла      | Не прошла |

### Бокс
Спортсменов — 7
| Спортсмен           | Категория   | 1/32                                        | 1/16                                           | Четвертьфиналы                          | Полуфиналы                            | Финал                                     | Место |
| Спортсмен           | Категория   | Соперник Результат                          | Соперник Результат                             | Соперник Результат                      | Соперник Результат                    | Соперник Результат                        | Место |
| ------------------- | ----------- | ------------------------------------------- | ---------------------------------------------- | --------------------------------------- | ------------------------------------- | ----------------------------------------- | ----- |
| Чигаев Георгий      | До 48 кг    | Давид Айрапетян (RUS) Поб. 13:11 13 августа | Ямпьер Эрнандес (CUB) Пор. 3:21 16 августа     | Завершил выступление                    | Завершил выступление                  | Завершил выступление                      |       |
| Ломаченко Василий   | До 57 кг    | Альберт Селимов (RUS) Поб. 14:7 11 августа  | Баходиржон Султонов (UZB) Поб. 13:1 15 августа | Ли Ян (CHN) Поб. 12:3 18 августа        | Якуп Кылыч (TUR) Поб. 10:1 22 августа | Кедафи Джелькир (FRA) Поб. 9:1 23 августа |       |
| Ключко Александр    | До 60 кг    | Ху Цин (CHN) Пор. 8:10 11 августа           | Завершил выступление                           |                                         |                                       |                                           |       |
| Стрецкий Александр  | До 69 кг    | Ленин Кастильо (DOM) Поб. 9:6 10 августа    | Тоурено Джонсон (BAH) Пор. 4:9 14 августа      | Завершил выступление                    | Завершил выступление                  | Завершил выступление                      |       |
| Деревянченко Сергей | До 75 кг    | Ван Цзяньчжэн (CHN) Поб. 15:6 9 августа     | Эмилио Корреа (CUB) Пор. 4:18 16 августа       | Завершил выступление                    | Завершил выступление                  | Завершил выступление                      |       |
| Усик Александр      | До 91 кг    | Юйшань Ницзяти (CHN) Поб. 23:4 13 августа   | Клементе Руссо (ITA) Пор. 4:7 17 августа       | Завершил выступление                    | Завершил выступление                  | Завершил выступление                      |       |
| Глазков Вячеслав    | Свыше 91 кг |                                             | Роберт Алфонсо (CUB) Поб. 5:3 13 августа       | Невфель Уата (ALG) Поб. 10:4 18 августа | Чжан Чжилэй (CHN) Пор. WO 22 августа  |                                           |       |

### Борьба
Спортсменов — 16
Вольная борьба среди мужчин
| Спортсмен         | Соревнование | Квалификация          | 1/8 Финала                      | Четвертьфинал                  | Полуфинал                   | Доп. раунд 1        | Доп. раунд 2           | Финал                                       | Место |
| Спортсмен         | Соревнование | Противник Результат   | Противник Результат             | Противник Результат            | Противник Результат         | Противник Результат | Противник Результат    | Противник Результат                         | Место |
| ----------------- | ------------ | --------------------- | ------------------------------- | ------------------------------ | --------------------------- | ------------------- | ---------------------- | ------------------------------------------- | ----- |
| Василий Федоришин | до 60 кг     | не участвовал         | Задик (USA) В 5-0, 6-0          | Базаргуруев (KGZ) В 2-0, 1-0   | Юмото (JPN) В 3-2, 1-0      | не участвовал       | не участвовал          | Батиров (RUS) · П 0-1, 1-2                  | 2     |
| Андрей Стадник    | до 66 кг     | Шваб (USA) В 2-0, 4-0 | Кумар (IND) · В 2-1, 6-0        | Батыров (BLR) В 4-1, 1-4, 3-0  | Спиридонов (KAZ) В 1-0, 2-0 | не участвовал       | не участвовал          | Сахин (TUR) П 2-2, 1-2, 2-2                 | 2     |
| Ибрагим Алдатов   | до 74 кг     | не участвовал         | Гитинов (KGZ) П 3-0, 1-2, 1-2   | Не прошёл                      | Не прошёл                   | Не прошёл           | Не прошёл              | Не прошёл                                   |       |
| Тарас Данько      | до 84 кг     | не участвовал         | Москуера (COL) В 3-0, 3-0       | Абдусаломов (TJK) · П 0-1, 0-6 | не участвовал               | не участвовал       | Кумар (AUS) В 3-0, 6-0 | Матч за бронзу Бальчи (TUR) В 1-0, 2-0      | 3     |
| Георгий Тибилов   | до 96 кг     | не участвовал         | Мурадов (RUS) · П 1-0, 0-1, 0-1 | не участвовал                  | не участвовал               | не участвовал       | Коч (TUR) В 1-0, 3-1   | Матч за бронзу · Газюмов (AZE) · П 0-5, 0-2 | 5     |
| Иван Ищенко       | до 120 кг    | не участвовал         | Полатчи] (TUR) П 3-0, 0-1, 0-1  | Не прошёл                      | Не прошёл                   | Не прошёл           | Не прошёл              | Не прошёл                                   |       |

Греко-Римская борьба
| Спортсмен           | Соревнование | Квалификация                      | 1/8 Финала                      | Четвертьфинал                    | Полуфинал           | Доп. раунд 1        | Доп. раунд 2                   | Финал                                       | Место |
| Спортсмен           | Соревнование | Противник Результат               | Противник Результат             | Противник Результат              | Противник Результат | Противник Результат | Противник Результат            | Противник Результат                         | Место |
| ------------------- | ------------ | --------------------------------- | ------------------------------- | -------------------------------- | ------------------- | ------------------- | ------------------------------ | ------------------------------------------- | ----- |
| Юрий Коваль         | до 55 кг     | Фрис (SRB) П 4-6, 2-1, 1-3        | Не прошёл                       | Не прошёл                        | Не прошёл           | Не прошёл           | Не прошёл                      | Не прошёл                                   |       |
| Армен Варданян      | до 66 кг     | не участвовал                     | Мансуров (AZE) В 3-0, 3-0       | Бегалиев (KGZ) · П 0-3, 2-0, 1-2 | не участвовал       | не участвовал       | Дейтчлер (USA) В 1-0, 1-3, 1-0 | Матч за бронзу Гергов (BUL) В 4-1, 1-2, 6-1 | 3     |
| Владимир Шацких     | до 74 кг     | Джулфалакян (ARM) П 1-1, 1-1, 1-1 | Не прошёл                       | Не прошёл                        | Не прошёл           | Не прошёл           | Не прошёл                      | Не прошёл                                   |       |
| Александр Дараган   | до 84 кг     | не участвовал                     | Тахмасеби (IRI) П 0-4, 2-1, 3-3 | Не прошёл                        | Не прошёл           | Не прошёл           | Не прошёл                      | Не прошёл                                   |       |
| Олег Крёка          | до 96 кг     | Озал (TUR) П 2-4, 2-1, 1-1        | Не прошёл                       | Не прошёл                        | Не прошёл           | Не прошёл           | Не прошёл                      | Не прошёл                                   |       |
| Александр Чернецкий | до 120 кг    | Бирс (USA) П 1-1, 0-2             | Не прошёл                       | Не прошёл                        | Не прошёл           | Не прошёл           | Не прошёл                      | Не прошёл                                   |       |

Вольная борьба среди женщин
| Спортсмен       | Соревнование | Квалификация        | 1/8 Финала                     | Четвертьфинал               | Полуфинал           | Доп. раунд 1        | Доп. раунд 2             | Финал                               | Место |
| Спортсмен       | Соревнование | Противник Результат | Противник Результат            | Противник Результат         | Противник Результат | Противник Результат | Противник Результат      | Противник Результат                 | Место |
| --------------- | ------------ | ------------------- | ------------------------------ | --------------------------- | ------------------- | ------------------- | ------------------------ | ----------------------------------- | ----- |
| Ирина Мерлени   | до 48 кг     | не участвовала      | Энхжаргал (MGL) В 5-0, +/-     | Итё (JPN) · П 1-0, 1-0, -/+ | не участвовала      | не участвовала      | Ли (CHN) В 0-1, 4-0, +/- | Матч за бронзу Чун (USA) В 2-0, 4-1 | 3     |
| Наталья Синишин | до 55 кг     | не участвовала      | Дусен (USA) П 4-1, 1-1, 0-7    | Не прошла                   | Не прошла           | Не прошла           | Не прошла                | Не прошла                           |       |
| Юлия Остапчук   | до 63 кг     | не участвовала      | Миллер (USA) · П 2-0, 0-2, 0-3 | Не прошла                   | Не прошла           | Не прошла           | Не прошла                | Не прошла                           |       |
| Оксана Ващук    | до 72 кг     | не участвовала      | Унда (ESP) П 0-1, 1-3          | Не прошла                   | Не прошла           | Не прошла           | Не прошла                | Не прошла                           |       |

### Велоспорт

#### Маунтинбайк
Спортсменов − 1
| Спортсмен      | Соревнование          | Время     | Место |
| -------------- | --------------------- | --------- | ----- |
| Сергей Рысенко | Кросс-кантри, мужчины | - 3 круга | 42    |

#### Шоссейный велоспорт
Спортсменов — 7
| Спортсмен        | Гонка                   | Время              | Место |
| ---------------- | ----------------------- | ------------------ | ----- |
| Андрей Гривко    | Индивидуальная, мужчины | 1:08:01,25 (+5:49) | 31    |
| Андрей Гривко    | Групповая, мужчины      | DNF                | -     |
| Денис Костюк     | Индивидуальная, мужчины | 1:09:04,04 (+6:52) | 36    |
| Денис Костюк     | Групповая, мужчины      | 6:39:42 (+15:53)   | 76    |
| Руслан Подгорный | Групповая, мужчины      | 6:34:22 (+10:33)   | 52    |
| Ярослав Попович  | Групповая, мужчины      | 6:26:17 (+2:28)    | 35    |
| Оксана Кащишина  | Групповая, женщины      | 3:34:13 (+1:17)    | 42    |
| Татьяна Стяжкина | Групповая, женщины      | 3:33:17 (+0:41)    | 32    |
| Евгения Высоцкая | Групповая, женщины      | 3:32:55 (+0:25)    | 22    |

#### Трековый велоспорт
Спортсменов — 10
Преследование
| Спортсмен                                                       | Гонка                   | Квалификация | Квалификация | Первый раунд                    | Первый раунд | Финал                                       | Финал     |
| Спортсмен                                                       | Гонка                   | Время        | Место        | Противник Время                 | Место        | Противник Время                             | Место     |
| --------------------------------------------------------------- | ----------------------- | ------------ | ------------ | ------------------------------- | ------------ | ------------------------------------------- | --------- |
| Владимир Дюдя                                                   | Индивидуальная, мужчины | 4:21,530     | 4            | Стивен Бурк (GBR) 4:30,321      | 5            | Не прошёл                                   | Не прошёл |
| Виталий Попков                                                  | Индивидуальная, мужчины | 4:30,321     | 14           | Не прошёл                       | Не прошёл    | Не прошёл                                   | Не прошёл |
| Леся Калитовская                                                | Индивидуальная, женщины | 3:31,942     | 3            | Вилия Серейкайте (LTU) 3:36,808 | 3            | Финал за бронзу Элисон Шэнкс (NZL) 3:34,156 |           |
| Владимир Дюдя, Любомир Полатайко, Максим Полищук, Виталий Щедов | Командная, мужчины      | 4:07.883     | 9            | Не прошли                       | Не прошли    | Не прошли                                   | Не прошли |

Кейрин
| Спортсмен        | Гонка           | Первый раунд | Доп. раунд | Второй раунд | Финал |
| Спортсмен        | Гонка           | Место        | Место      | Место        | Место |
| ---------------- | --------------- | ------------ | ---------- | ------------ | ----- |
| Андрей Винокуров | Кейрин, мужчины | 4            | 2          | Не прошёл    | 13    |

Гонки по очкам
| Спортсмен                        | Гонка                   | Очки/Круги | Место |
| -------------------------------- | ----------------------- | ---------- | ----- |
| Владимир Рыбин                   | Гонка по очкам, мужчины | 8          | 14    |
| Леся Калитовская                 | Гонка по очкам, женщины | 10         | 5     |
| Любомир Полатайко, Владимир Дюдя | Мэдисон                 | −3         | 15    |

### Водные виды спорта

#### Плавание
Спортсменов — 24
Мужчины
| Спортсмен                                                 | Соревнование                           | Предварительные заплывы | Предварительные заплывы | Полуфиналы | Полуфиналы | Финал     | Финал     |
| Спортсмен                                                 | Соревнование                           | Результат               | Место                   | Результат  | Место      | Результат | Место     |
| --------------------------------------------------------- | -------------------------------------- | ----------------------- | ----------------------- | ---------- | ---------- | --------- | --------- |
| Олег Лисогор                                              | 100 м брассом                          | 1:00,65                 | 12                      | 1:00,56    | 9          | Не прошёл | Не прошёл |
| Игорь Борисик                                             | 100 м брассом                          | 1:00,31                 | 8                       | 1:00,55    | 8          | 1:00,20   | 7         |
| Игорь Борисик                                             | 200 м брассом                          | 2:11,08                 | 14                      | 2:10,99    | 14         | Не прошёл | Не прошёл |
| Димо Валерий                                              | 200 м брассом                          | 2:11,65                 | 22                      | Не прошёл  | Не прошёл  | Не прошёл | Не прошёл |
| Егошин Юрий                                               | 50 м вольным стилем                    | 22,77                   | 42                      | Не прошёл  | Не прошёл  | Не прошёл | Не прошёл |
| Егошин Юрий                                               | 100 м вольным стилем                   | 49,56                   | 36                      | Не прошёл  | Не прошёл  | Не прошёл | Не прошёл |
| Сергей Адвена                                             | 200 м вольным стилем                   | 1:48,18                 | 23                      | Не прошёл  | Не прошёл  | Не прошёл | Не прошёл |
| Фесенко Сергей                                            | 400 м вольным стилем                   | 3:47,75                 | 16                      | Не прошёл  | Не прошёл  | Не прошёл | Не прошёл |
| Фесенко Сергей                                            | 1500 м вольным стилем                  | 15:13,03                | 23                      | Не прошёл  | Не прошёл  | Не прошёл | Не прошёл |
| Андрей Сердинов                                           | 100 м баттерфляем                      | 51,10                   | 3                       | 51,41      | 6          | 51,59     | 7         |
| Бреус Сергей                                              | 200 м баттерфляем                      | 51,82                   | 10                      | 52,05      | 13         | Не прошёл | Не прошёл |
| Сергей Адвена                                             | 200 м баттерфляем                      | 1:56,24                 | 14                      | 1:56,64    | 15         | Не прошёл | Не прошёл |
| Денис Силантьев                                           | 200 м баттерфляем                      | 1:57,02                 | 21                      | Не прошёл  | Не прошёл  | Не прошёл | Не прошёл |
| Александр Исаков                                          | 100 м на спине                         | 0:56,55                 | 38                      | Не прошёл  | Не прошёл  | Не прошёл | Не прошёл |
| Александр Исаков                                          | 200 м на спине                         | 2:03,59                 | 39                      | Не прошёл  | Не прошёл  | Не прошёл | Не прошёл |
| Вадим Лепский                                             | 200 м комплексным плаванием            | 2:01,73                 | 28                      | Не прошёл  | Не прошёл  | Не прошёл | Не прошёл |
| Вадим Лепский                                             | 400 м комплексным плаванием            | 4:20,96                 | 20                      | Не прошёл  | Не прошёл  | Не прошёл | Не прошёл |
| Игорь Червинский                                          | 10 км в открытой воде                  |                         |                         |            |            | 1:52:14.7 | 12        |
| Александр Исаков, Валерий Дымо, Сергей Бреус, Юрий Егошин | Эстафета 4×100 м комплексным плаванием | 3:38,76                 | 15                      |            |            | Не прошли | Не прошли |

Женщины
| Спортсмен                                                            | Соревнование                           | Предварительные заплывы | Предварительные заплывы | Полуфиналы | Полуфиналы | Финал     | Финал     |
| Спортсмен                                                            | Соревнование                           | Результат               | Место                   | Результат  | Место      | Результат | Место     |
| -------------------------------------------------------------------- | -------------------------------------- | ----------------------- | ----------------------- | ---------- | ---------- | --------- | --------- |
| Анна Хлистунова                                                      | 100 м брассом                          | 1:09,95                 | 25                      | Не прошла  | Не прошла  | Не прошла | Не прошла |
| Юлия Подлесная                                                       | 100 м брассом                          | 1:09,72                 | 24                      | Не прошла  | Не прошла  | Не прошла | Не прошла |
| Юлия Подлесная                                                       | 200 м брассом                          | 2.28,84                 | 23                      | Не прошла  | Не прошла  | Не прошла | Не прошла |
| Оксана Серикова                                                      | 50 м вольным стилем                    | 25,65                   | 32                      | Не прошла  | Не прошла  | Не прошла | Не прошла |
| Дарья Степанюк                                                       | 100 м вольным стилем                   | 0:55,51                 | 27                      | Не прошла  | Не прошла  | Не прошла | Не прошла |
| Наталья Худякова                                                     | 200 м вольным стилем                   | 2:02,27                 | 35                      | Не прошла  | Не прошла  | Не прошла | Не прошла |
| Наталья Худякова                                                     | 400 м вольным стилем                   | 4:18,34                 | 33                      | Не прошла  | Не прошла  | Не прошла | Не прошла |
| Екатерина Зубкова                                                    | 100 м баттерфляем                      | 0:58,99                 | 24                      | Не прошла  | Не прошла  | Не прошла | Не прошла |
| Татьяна Хала                                                         | 200 м баттерфляем                      | 2:12,16                 | 24                      | Не прошла  | Не прошла  | Не прошла | Не прошла |
| Екатерина Зубкова                                                    | 100 м на спине                         | 1:01,25                 | 21                      | Не прошла  | Не прошла  | Не прошла | Не прошла |
| Екатерина Зубкова                                                    | 200 м на спине                         | 2:12,64                 | 22                      | Не прошла  | Не прошла  | Не прошла | Не прошла |
| Ирина Амшенникова                                                    | 100 м на спине                         | 1:02,85                 | 37                      | Не прошла  | Не прошла  | Не прошла | Не прошла |
| Ирина Амшенникова                                                    | 200 м на спине                         | 2:15,78                 | 33                      | Не прошла  | Не прошла  | Не прошла | Не прошла |
| Наталья Самородина                                                   | 10 км в открытой воде                  |                         |                         |            |            | 2:10:41.6 | 23        |
| Дарья Степанюк, Катерина Дикиджи, Анна Дзеркаль, Наталья Худякова    | Эстафета 4×100 м вольным стилем        | 3:44,72                 | 14                      |            |            | Не прошли | Не прошли |
| Ирина Амшенникова, Юлия Подлесная, Екатерина Зубкова, Дарья Степанюк | Эстафета 4×100 м комплексным плаванием | 4:08,62                 | 16                      |            |            | Не прошли | Не прошли |

#### Прыжки в воду
Спортсменов — 9
| Спортсменка                       | Соревнование                        | Предварительный этап | Предварительный этап | Полуфиналы | Полуфиналы  | Полуфиналы | Финал     | Финал       | Финал     |
| Спортсменка                       | Соревнование                        | Очков                | Место                | Очков      | Всего очков | Место      | Очков     | Всего очков | Место     |
| --------------------------------- | ----------------------------------- | -------------------- | -------------------- | ---------- | ----------- | ---------- | --------- | ----------- | --------- |
| Илья Кваша                        | Мужчины, индивидуально трамплин 3 м | 461,65               | 8                    | 439,55     | 901,20      | 15         | Не прошёл | Не прошёл   | Не прошёл |
| Юрий Шляхов                       | Мужчины, индивидуально трамплин 3 м | 405,05               | 23                   | Не прошёл  | Не прошёл   | Не прошёл  | Не прошёл | Не прошёл   | Не прошёл |
| Илья Кваша, Алексей Пригоров      | Мужчины, синхронно трамплин 3 м     |                      |                      |            |             |            | 415,05    | 415,05      |           |
| Костантин Миляев                  | Мужчины, индивидуально вышка 10 м   | 410,05               | 20                   | Не прошёл  | Не прошёл   | Не прошёл  | Не прошёл | Не прошёл   | Не прошёл |
| Антон Захаров                     | Мужчины, индивидуально вышка 10 м   | 344,95               | 29                   | Не прошёл  | Не прошёл   | Не прошёл  | Не прошёл | Не прошёл   | Не прошёл |
| Елена Федорова                    | Женщины, индивидуально трамплин 3 м | 323,75               | 7                    | 329,10     | 652,85      | 6          | 298,40    | 951,25      | 11        |
| Анна Письменская                  | Женщины, индивидуально трамплин 3 м | 223,50               | 26                   | Не прошла  | Не прошла   | Не прошла  | Не прошла | Не прошла   | Не прошла |
| Юлия Прокопчук                    | Женщины, индивидуально вышка 10 м   | 290,40               | 20                   | Не прошла  | Не прошла   | Не прошла  | Не прошла | Не прошла   | Не прошла |
| Мария Волощенко, Анна Письменская | Женщины, синхронно трамплин 3 м     |                      |                      |            |             |            | 293,10    | 293,10      | 7         |

#### Синхронное плавание
Спортсменов — 2
| Спортсменки                 | Соревнование | Техническая программа | Техническая программа | Произвольная программа (предварительная) | Произвольная программа (предварительная) | Произвольная программа (предварительная) | Произвольная программа (предварительная) | Произвольная программа (Финал) | Произвольная программа (Финал) | Произвольная программа (Финал) | Произвольная программа (Финал) |
| Спортсменки                 | Соревнование | Очков                 | Место                 | Очков                                    | Место                                    | Всего очков                              | Место                                    | Очков                          | Место                          | Всего очков                    | Место                          |
| --------------------------- | ------------ | --------------------- | --------------------- | ---------------------------------------- | ---------------------------------------- | ---------------------------------------- | ---------------------------------------- | ------------------------------ | ------------------------------ | ------------------------------ | ------------------------------ |
| Сидоренко Ксения Дарья Юшко | Дуэт         | 46,084                | 8                     | 46,334                                   | 8                                        | 92,418                                   | 8                                        | 46,584                         | 8                              | 92,668                         | 8                              |

### Гимнастика

#### Спортивная гимнастика
Спортсменов — 8
Мужчины
| Спортсмен          | Вид                        | Снаряд         | Снаряд             | Снаряд    | Снаряд | Снаряд | Снаряд      | Квалификация | Квалификация | Финал     | Финал     |
| Спортсмен          | Вид                        | Опорний прыжок | Вольные упражнения | Конь-махи | Кольца | Брусья | Перекладина | Очки         | Место        | Очки      | Место     |
| ------------------ | -------------------------- | -------------- | ------------------ | --------- | ------ | ------ | ----------- | ------------ | ------------ | --------- | --------- |
| Гончаров Валерий   | Многоборье (индивидуально) |                |                    |           |        | 16,000 | 13,850      | 29,850       | 89           | Не прошёл | Не прошёл |
| Воробьёв Александр | Многоборье (индивидуально) |                |                    |           | 16,250 |        |             | 16,250       | 96           | Не прошёл | Не прошёл |

| Спортсмен          | Снаряд | Очки А | Очки В | Штраф | Очки   | Место |
| ------------------ | ------ | ------ | ------ | ----- | ------ | ----- |
| Воробьёв Александр | Кольца | 7,200  | 9,125  | 0,000 | 16,325 |       |

Женщины
| Голенкова Валентина Михайлова                                                                    | Многоборье (индивидуально) | 13,975 | 14,375 | 14,275 | 14,125 | 56,750  | 37 | Не прошла | Не прошла |
| Згоба Дарья                                                                                      | Многоборье (индивидуально) |        | 15,675 | 14,875 |        | 30,550  | 81 | Не прошла | Не прошла |
| Коваль Анастасия                                                                                 | Многоборье (индивидуально) |        | 16,325 |        | 13,000 | 29,325  | 85 | Не прошла | Не прошла |
| Козич Алина                                                                                      | Многоборье (индивидуально) | 14,975 | 13,625 | 15,175 | 12,000 | 55,775  | 45 | Не прошла | Не прошла |
| Краснянская Ирина                                                                                | Многоборье (индивидуально) | 14,200 | 14,250 | 15,025 |        | 43,475  | 69 | Не прошла | Не прошла |
| Проскурина Марина                                                                                | Многоборье (индивидуально) | 14,850 |        | 14,625 | 13,675 | 43,150  | 74 | Не прошла | Не прошла |
| Голенкова Валентина Згоба Дарья Коваль Анастасия Козич Алина Краснянская Ирина Проскурина Марина | Многоборье (команда)       | 58,000 | 60,625 | 59,700 | 52,800 | 231,125 | 11 | Не прошли | Не прошли |

| Спортсменка      | Снаряд              | Подход А | Подход В | Штраф | Очки   | Место |
| ---------------- | ------------------- | -------- | -------- | ----- | ------ | ----- |
| Згоба Дарья      | Разновысокие брусья | 7,100    | 7,875    | 0,100 | 14,875 | 8     |
| Коваль Анастасия | Разновысокие брусья | 7,300    | 9,075    | 0,000 | 16,375 | 6     |

#### Художественная гимнастика
Спортсменов — 8
Индивидуальные соревнования
| Спортсмен        | Квалификация | Квалификация | Квалификация | Квалификация | Квалификация | Квалификация | Финал    | Финал  | Финал  | Финал  | Финал  | Финал |
| Спортсмен        | Скакалка     | Обруч        | Булавы       | Лента        | Всего        | Место        | Скакалка | Обруч  | Булавы | Лента  | Всего  | Место |
| ---------------- | ------------ | ------------ | ------------ | ------------ | ------------ | ------------ | -------- | ------ | ------ | ------ | ------ | ----- |
| Анна Бессонова   | 17.950       | 18.450       | 18.100       | 18.325       | 72.825       | 3            | 17.975   | 17.775 | 17.900 | 18.225 | 71.875 |       |
| Наталья Годунько | 17.500       | 17.375       | 17.650       | 16.875       | 69.400       | 6            | 16.700   | 17.500 | 17.525 | 17.125 | 68.850 | 7     |

Командные соревнования
| Состав                                                                                                | Квалификация | Квалификация | Квалификация      | Квалификация      | Квалификация | Квалификация | Финал      | Финал      | Финал             | Финал             | Финал  | Финал |
| Состав                                                                                                | 5 скакалок   | 5 скакалок   | 3 обруча 2 булавы | 3 обруча 2 булавы | Сумма        | Место        | 5 скакалок | 5 скакалок | 3 обруча 2 булавы | 3 обруча 2 булавы | Сумма  | Место |
| Состав                                                                                                | Штраф        | Очки         | Штраф             | Очки              | Сумма        | Место        | Штраф      | Очки       | Штраф             | Очки              | Сумма  | Место |
| --- | ------------ | ------------ | ----------------- | ----------------- | ------------ | ------------ | ---------- | ---------- | ----------------- | ----------------- | ------ | ----- |
| Дмитраш Елена, Передрий Вера, Максименко Алина, Зубченко Виктория, Слободян Юлия, Черепенина Кристина | 0            | 15.800       | 0                 | 15.825            | 31.625       | 6            | 0          | 15.975     | 0.40              | 15.125            | 31.100 | 8     |

#### Прыжки на батуте
Спортсменов — 2
| Спортсмен    | Соревнования           | Предварительный этап | Предварительный этап | Финал | Финал |
| Спортсмен    | Соревнования           | Очков                | Место                | Очков | Место |
| ------------ | ---------------------- | -------------------- | -------------------- | ----- | ----- |
| Юрий Никитин | Индивидуальные мужские | 70,70                | 4                    | 39,80 | 4     |
| Елена Мовчан | Индивидуальные женские | 64,8                 | 6                    | 13,9  | 4     |

### Дзюдо
Спортсменов — 9
Мужские соревнования
| Спортсмен        | Категория    | Предварительный раунд                    | 1/32                                         | 1/16                                | Четвертьфиналы                    | Полуфиналы                       | Финал                | Первый доп. раунд                   | Утешительный четвертьфинал          | Утешительный полуфинал                   | За 3 место Финал                          | Место |
| Спортсмен        | Категория    | Соперник Результат                       | Соперник Результат                           | Соперник Результат                  | Соперник Результат                | Соперник Результат               | Соперник Результат   | Соперник Результат                  | Соперник Результат                  | Соперник Результат                       | Соперник Результат                        | Место |
| ---------------- | ------------ | ---------------------------------------- | -------------------------------------------- | ----------------------------------- | --------------------------------- | -------------------------------- | -------------------- | ----------------------------------- | ----------------------------------- | ---------------------------------------- | ----------------------------------------- | ----- |
| Максим Коротун   | До 60 кг     | Денилсон Лоуренко (BRA) пор. 0001 / 1001 | Закончил выступление                         | Закончил выступление                | Закончил выступление              | Закончил выступление             | Закончил выступление | Закончил выступление                | Закончил выступление                | Закончил выступление                     | Закончил выступление                      |       |
| Геннадий Белодед | До 73 кг     |                                          | Саламу Межидов (RUS) поб. 1000 / 0000        | Расул Бокиев (TJK) пор. 0000 / 1000 | Не прошёл                         | Не прошёл                        | Не прошёл            | Эрик Кибанза (COD) поб. 0011 / 0001 | Риджикава Си (CHN) поб. 0001 / 0000 | Леандро Гуилхейро (BRA) пор. 0001 / 1000 | Закончил выступление                      | 7     |
| Роман Гонтюк     | До 81 кг     |                                          | Сафуан Аттаф (TOG) поб. 1010 / 0001          | Марио Вальес (COL) поб. 0110 / 0001 | Юэн Бёртон (GBR) поб. 0121 / 0010 | Оле Бишоф (GBR) пор. 0011 / 0001 | Не прошёл            |                                     |                                     |                                          | Ньямху Дамдинсурен (MGL) поб. 0110 / 0100 |       |
| Валентин Греков  | До 90 кг     |                                          | Джосе Комачо Ласкарро (VEN) пор. 0000 / 1000 | Закончил выступление                | Закончил выступление              | Закончил выступление             | Закончил выступление | Закончил выступление                | Закончил выступление                | Закончил выступление                     | Закончил выступление                      |       |
| Евгений Сотников | Свыше 100 кг |                                          | Жуан Шлиттлер (BRA) пор. 0010 / 0001         | Закончил выступление                | Закончил выступление              | Закончил выступление             | Закончил выступление | Закончил выступление                | Закончил выступление                | Закончил выступление                     | Закончил выступление                      |       |

Женские соревнования
| Спортсмен         | Категория   | Предварительный раунд                 | 1/32                                 | 1/16                            | Четвертьфиналы        | Полуфиналы            | Финал                 | Первый доп. раунд                       | Утешительный четвертьфинал           | Утешительный полуфинал | За 3 место Финал      | Место |
| Спортсмен         | Категория   | Соперник Результат                    | Соперник Результат                   | Соперник Результат              | Соперник Результат    | Соперник Результат    | Соперник Результат    | Соперник Результат                      | Соперник Результат                   | Соперник Результат     | Соперник Результат    | Место |
| ----------------- | ----------- | ------------------------------------- | ------------------------------------ | ------------------------------- | --------------------- | --------------------- | --------------------- | --------------------------------------- | ------------------------------------ | ---------------------- | --------------------- | ----- |
| Людмила Лусникова | До 48 кг    | Чахнех М'Барки (TUN) поб. 0221 / 0000 | Ким Ённам (KOR) пор. 0000 / 0100     | Закончила выступление           | Закончила выступление | Закончила выступление | Закончила выступление | Закончила выступление                   | Закончила выступление                | Закончила выступление  | Закончила выступление |       |
| Наталья Смаль     | До 70 кг    |                                       | Аннет Бохм (GER) пор. 0010 / 1001    | Не прошла                       | Не прошла             | Не прошла             | Не прошла             | Гизель Менди (SEN) поб. 0201 / 0000     | Лаура Иглесис (ESP) пор. 0011 / 0000 | Закончила выступление  | Закончила выступление |       |
| Марина Прищепа    | До 78 кг    |                                       | Хейда Воллерт (GER) пор. 0010 / 0011 | Закончила выступление           | Закончила выступление | Закончила выступление | Закончила выступление | Закончила выступление                   | Закончила выступление                | Закончила выступление  | Закончила выступление |       |
| Марина Прокофьева | Свыше 78 кг |                                       |                                      | Тонг Вен (CHN) пор. 0000 / 1000 | Не прошла             | Не прошла             | Не прошла             | Теа Донгузашвили (RUS) пор. 0000 / 0010 | Закончила выступление                | Закончила выступление  | Закончила выступление |       |

### Конный спорт
Спортсменов — 4
Индивидуальный конкур
| Спортсмен            | Лошадь          | Раунд 1 | Раунд 1 | Раунд 2   | Раунд 2   | Раунд 2   | Раунд 3   | Раунд 3   | Раунд 3   | Финал     | Финал     | Финал     | Финал     | Финал     | Финал     |
| Спортсмен            | Лошадь          | Раунд 1 | Раунд 1 | Раунд 2   | Раунд 2   | Раунд 2   | Раунд 3   | Раунд 3   | Раунд 3   | Раунд А   | Раунд А   | Раунд В   | Раунд В   | Сумма     | Сумма     |
| Спортсмен            | Лошадь          | Штраф   | Место   | Штраф     | Сумма     | Место     | Штраф     | Сумма     | Место     | Штраф     | Место     | Штраф     | Место     | Штраф     | Место     |
| -------------------- | --------------- | ------- | ------- | --------- | --------- | --------- | --------- | --------- | --------- | --------- | --------- | --------- | --------- | --------- | --------- |
| Ван Геберге Жан Клод | Квинтус         | 5       | 39      | 8         | 13        | 33        | 4         | 17        | 33        | 4         | 11        | 4         | 10        | 8         | 10        |
| Нагель Бёрн          | Мэджик Бенгтсон | 10      | 56      | 9         | 19        | 44        | DNS       | DNS       | DNS       | не прошёл | не прошёл | не прошёл | не прошёл | не прошёл | не прошёл |
| Катерина Оффель      | Лорд Специ      | 27      | 73      | 17        | 44        | 65        | не прошла | не прошла | не прошла | не прошла | не прошла | не прошла | не прошла | не прошла | не прошла |
| Александр Онищенко   | Кодар           | 18      | 70      | не прошёл | не прошёл | не прошёл | не прошёл | не прошёл | не прошёл | не прошёл | не прошёл | не прошёл | не прошёл | не прошёл | не прошёл |

Командный конкур
| Спортсмен                                                              | Финал 1 | Финал 1 | Финал 2   | Финал 2       | Финал 2   |
| Спортсмен                                                              | Штраф   | Место   | Штраф     | Сумма штрафов | Место     |
| ---------------------------------------------------------------------- | ------- | ------- | --------- | ------------- | --------- |
| Ван Геберге Жан Клод, Нагель Бёрн, Катерина Оффель, Александр Онищенко | 34      | 12      | не прошли | не прошли     | не прошли |

### Лёгкая атлетика
Спортсменов — 77
Мужчины
| Спортсмен            | Соревнование    | Предварительный раунд | Предварительный раунд | Четвертьфиналы | Четвертьфиналы | Полуфиналы | Полуфиналы | Финал     | Финал     |
| Спортсмен            | Соревнование    | Результат             | Место                 | Результат      | Место          | Результат  | Место      | Результат | Место     |
| -------------------- | --------------- | --------------------- | --------------------- | -------------- | -------------- | ---------- | ---------- | --------- | --------- |
| Дмитрий Глущенко     | 100 м           | 10,57                 | 48                    | Не прошёл      | Не прошёл      | Не прошёл  | Не прошёл  | Не прошёл | Не прошёл |
| Игорь Бодров         | 200 м           | 21,38                 | 47                    | Не прошёл      | Не прошёл      | Не прошёл  | Не прошёл  | Не прошёл | Не прошёл |
| Михаил Кныш          | 400 м           | 46,28                 | 37                    |                |                | Не прошёл  | Не прошёл  | Не прошёл | Не прошёл |
| Иван Гешко           | 1500 м          | DNS                   | -                     |                |                | Не прошёл  | Не прошёл  | Не прошёл | Не прошёл |
| Василий Матвийчук    | марафон         |                       |                       |                |                |            |            | DNF       | -         |
| Александр Кузин      | марафон         |                       |                       |                |                |            |            | DNF       | -         |
| Александр Ситковский | марафон         |                       |                       |                |                |            |            | 2:17:50   | 27        |
| Андрей Ковенко       | Ходьба 20 км    |                       |                       |                |                |            |            | 1:22:59   | 24        |
| Алексей Шелест       | Ходьба 50 км    |                       |                       |                |                |            |            | 3:59:46   | 27        |
| Сергей Будза         | Ходьба 50 км    |                       |                       |                |                |            |            | 3:58:21   | 24        |
| Алексей Казанин      | Ходьба 50 км    |                       |                       |                |                |            |            | DNF       | -         |
| Денис Юрченко        | Прыжки с шестом | 5,65                  | 3                     |                |                |            |            | 5,70      |           |
| Максим Мазурик       | Прыжки с шестом | 5,55                  | 16                    |                |                |            |            | Не прошёл | Не прошёл |
| Александр Корчмид    | Прыжки с шестом | 5,45                  | 22                    |                |                |            |            | Не прошёл | Не прошёл |
| Андрей Макарчев      | Прыжки в длину  | 7,77                  | 24                    |                |                |            |            | Не прошёл | Не прошёл |
| Виктор Кузнецов      | Тройной прыжок  | 17,11                 | 12                    |                |                |            |            | 16,87     | 8         |
| Виктор Ястребов      | Тройной прыжок  | 16,52                 | 26                    |                |                |            |            | Не прошёл | Не прошёл |
| Николай Саволайнен   | Тройной прыжок  | 17,00                 | 16                    |                |                |            |            | Не прошёл | Не прошёл |
| Дмитрий Демьянюк     | Прыжки в высоту | 2,20                  | 21                    |                |                |            |            | Не прошёл | Не прошёл |
| Юрий Крымаренко      | Прыжки в высоту | 2,15                  | 33                    |                |                |            |            | Не прошёл | Не прошёл |
| Александр Нартов     | Прыжки в высоту | 2,10                  | 39                    |                |                |            |            | Не прошёл | Не прошёл |
| Юрий Билоног         | Толкание ядра   | 20,16                 | 9                     |                |                |            |            | 20,63     | 6         |
| Андрей Семёнов       | Толкание ядра   | 20,01                 | 13                    |                |                |            |            | Не прошёл | Не прошёл |
| Роман Авраменко      | Метание копья   | 71,64                 | 29                    |                |                |            |            | Не прошёл | Не прошёл |
| Евгений Виноградов   | Метание молота  | 74,49                 | 14                    |                |                |            |            | Не прошёл | Не прошёл |
| Артём Рубанко        | Метание молота  | 74,47                 | 15                    |                |                |            |            | Не прошёл | Не прошёл |
| Игорь Тугай          | Метание молота  | 71,89                 | 24                    |                |                |            |            | Не прошёл | Не прошёл |
| Алексей Семёнов      | Метание диска   | 60,18                 | 24                    |                |                |            |            | Не прошёл | Не прошёл |
| Алексей Касьянов     | Десятиборье     |                       |                       |                |                |            |            | 8238      | 7         |

Женщины
| Спортсмен                                                       | Соревнование           | Предварительный раунд | Предварительный раунд | Четвертьфиналы | Четвертьфиналы | Полуфиналы | Полуфиналы | Финал     | Финал     |
| Спортсмен                                                       | Соревнование           | Результат             | Место                 | Результат      | Место          | Результат  | Место      | Результат | Место     |
| --------------------------------------------------------------- | ---------------------- | --------------------- | --------------------- | -------------- | -------------- | ---------- | ---------- | --------- | --------- |
| Наталья Погребняк                                               | 100 м                  | 11,60                 | 34                    | 11,55          | 29             | Не прошла  | Не прошла  | Не прошла | Не прошла |
| Наталья Пигида                                                  | 200 м                  | 22,91                 | 5 PB                  | 23,03          | 15             | 22,95      | 9          | Не прошла | Не прошла |
| Антонина Ефремова                                               | 400 м                  | 53,22                 | 37                    |                |                | Не прошла  | Не прошла  | Не прошла | Не прошла |
| Татьяна Петлюк                                                  | 800 м                  | 2:00.00               | 6                     |                |                | 1:59.27    | 13         | Не прошла | Не прошла |
| Юлия Кревсун                                                    | 800 м                  | 2:00.21               | 10                    |                |                | 1:57.32    | 3 PB       | 1:58.73   | 7         |
| Ирина Лищинская                                                 | 1500 м                 | 4:13.60               | 20                    |                |                |            |            | 4:01.63   |           |
| Наталья Тобиас                                                  | 1500 м                 | 4:03.19               | 2 SB                  |                |                |            |            | 4:01.78   | PB        |
| Анна Мищенко                                                    | 1500 м                 | 4:05,61               | 9 PB                  |                |                |            |            | 4:05.13   | 9 PB      |
| Наталья Беркут                                                  | 10000 м                |                       |                       |                |                |            |            | DNS       | -         |
| Евгения Снигур                                                  | 100 м с барьерами      | 13:06                 | 21                    |                |                | Не прошла  | Не прошла  | Не прошла | Не прошла |
| Анастасия Рабченюк                                              | 400 м с барьерами      | 55:18                 | 3                     |                |                | 54:60      | 6 PB       | 53:96     | 4 PB      |
| Валентина Горпинич                                              | 3000 м с препятствиями | 9:43:95               | 28                    |                |                |            |            | Не прошла | Не прошла |
| Татьяна Филонюк                                                 | Марафон                |                       |                       |                |                |            |            | 2:33:35   | 31        |
| Оксана Скляренко                                                | Марафон                |                       |                       |                |                |            |            | 2:55:39   | 69        |
| Наталья Пигида, Оксана Щербак, Ирина Шепетюк, Наталья Погребняк | Эстафета 4×100 м       |                       |                       |                |                | DQ         | -          | Не прошли | Не прошли |
| Наталья Пигида, Оксана Щербак, Татьяна Петлюк, Ксения Карандюк  | Эстафета 4×400 м       |                       |                       |                |                | 3:27,44    | 10         | Не прошли | Не прошли |
| Вера Зозуля                                                     | Ходьба 20 км           |                       |                       |                |                |            |            | 1:30:31   | 16        |
| Надежда Прокопук                                                | Ходьба 20 км           |                       |                       |                |                |            |            | 1:35:50   | 33        |
| Наталья Кущ                                                     | Прыжки с шестом        | 4,15                  | 27                    |                |                |            |            | Не прошла | Не прошла |
| Людмила Блонская                                                | Прыжки в длину         | DSQ                   | -                     |                |                |            |            | -         | -         |
| Виктория Рыбалко                                                | Прыжки в длину         | 6,43                  | 23                    |                |                |            |            | Не прошла | Не прошла |
| Александра Стаднюк                                              | Прыжки в длину         | 6,19                  | 33                    |                |                |            |            | Не прошла | Не прошла |
| Лилия Кулик                                                     | Тройной прыжок         | 13,66                 | 24                    |                |                |            |            | Не прошла | Не прошла |
| Светлана Мамеева                                                | Тройной прыжок         | 14,01                 | 17                    |                |                |            |            | Не прошла | Не прошла |
| Ольга Саладуха                                                  | Тройной прыжок         | 14,46                 | 7                     |                |                |            |            | 14,70     | 9         |
| Виктория Стёпина                                                | Прыжки в высоту        | 1,93                  | 1                     |                |                |            |            | 1,93      | 12        |
| Виктория Паламар                                                | Прыжки в высоту        | 1,93                  | 8                     |                |                |            |            | 1,99      | 5         |
| Татьяна Ляхович                                                 | Метание копья          | 55,50                 | 35                    |                |                |            |            | Не прошла | Не прошла |
| Ольга Иванкова                                                  | Метание копья          | 57,05                 | 25                    |                |                |            |            | Не прошла | Не прошла |
| Вера Ребрик                                                     | Метание копья          | 59,05                 | 16                    |                |                |            |            | Не прошла | Не прошла |
| Инна Саенко                                                     | Метание молота         | 66,92                 | 27                    |                |                |            |            | Не прошла | Не прошла |
| Ирина Секачёва                                                  | Метание молота         | 67,47                 | 25                    |                |                |            |            | Не прошла | Не прошла |
| Ирина Новожилова                                                | Метание молота         | 68,11                 | 19                    |                |                |            |            | Не прошла | Не прошла |
| Екатерина Карсак                                                | Метание диска          | 58,61                 | 21                    |                |                |            |            | Не прошла | Не прошла |
| Наталья Семёнова-Фокина                                         | Метание диска          | 60,18                 | 14                    |                |                |            |            | Не прошла | Не прошла |
| Елена Антонова                                                  | Метание диска          | 61,25                 | 11                    |                |                |            |            | 62,59     | SB        |
| Людмила Блонская                                                | Семиборье              |                       |                       |                |                |            |            | DSQ       | -         |
| Анна Мельниченко                                                | Семиборье              |                       |                       |                |                |            |            | 6165      | 14        |
| Наталья Добринская                                              | Семиборье              |                       |                       |                |                |            |            | 6733      | PB        |

### Парусный спорт
Спортсменов — 6
| Дисциплина      | Спортсмены                      | Гонка | Гонка | Гонка | Гонка | Гонка | Гонка | Гонка | Гонка | Гонка | Гонка | Гонка | Гонка | Гонка | Гонка | Гонка | Гонка | Результат | Место |
| Дисциплина      | Спортсмены                      | 1     | 2     | 3     | 4     | 5     | 6     | 7     | 8     | 9     | 10    | 11    | 12    | 13    | 14    | 15    | 16    | Результат | Место |
| --------------- | ------------------------------- | ----- | ----- | ----- | ----- | ----- | ----- | ----- | ----- | ----- | ----- | ----- | ----- | ----- | ----- | ----- | ----- | --------- | ----- |
| 49 er           | Родион Лука, Георгий Леончук    | 6     | 11    | 12    | 15    | DSQ   | OCS   | 13    | 15    | 8     | 15    | 10    | 14    | -     | -     | -     | -     | 139       | 15    |
| RS:X (мужчины)  | Максим Оберемко                 | 3     | 16    | 4     | 9     | 13    | 11    | 24    | DSQ   | 11    | 12    | -     | -     | -     | -     | -     | -     | 103       | 12    |
| RS:X (женщины)  | Ольга Масливец                  | 5     | 6     | 14    | 11    | 10    | 1     | 4     | 12    | 12    | 12    | 10    | -     | -     | -     | -     | -     | 83        | 8     |
| Класс «Торнадо» | Павел Калинчев, Андрей Шафранюк | 4     | 15    | 6     | 13    | 15    | 11    | 12    | 14    | 13    | 11    | -     | -     | -     | -     | -     | -     | 99        | 13    |

### Современное пятиборье
Спортсменов — 3
Мужские соревнования
| Спортсмен            | Стрельба | Стрельба | Фехтование | Фехтование | Плавание | Плавание | Конкур | Конкур | Бег      | Бег  | Всего | Место |
| Спортсмен            | Счёт     | Очки     | Побед      | Очки       | Время    | Очки     | Штраф  | Очки   | Время    | Очки | Всего | Место |
| -------------------- | -------- | -------- | ---------- | ---------- | -------- | -------- | ------ | ------ | -------- | ---- | ----- | ----- |
| Павел Тимощенко      | 185      | 1156     | 22         | 908        | 2.09,20  | 1252     | 152    | 1048   | 9.42,61  | 1072 | 5436  | 7     |
| Дмитрий Кирпулянский | 184      | 1144     | 20         | 880        | 2.04,37  | 1308     | 112    | 1088   | 10.01,57 | 996  | 5416  | 9     |

Женские соревнования
| Спортсменка      | Стрельба | Стрельба | Фехтование | Фехтование | Плавание | Плавание | Конкур | Конкур | Бег      | Бег  | Всего | Место |
| Спортсменка      | Счёт     | Очки     | Побед      | Очки       | Время    | Очки     | Счёт   | Очки   | Время    | Очки | Всего | Место |
| ---------------- | -------- | -------- | ---------- | ---------- | -------- | -------- | ------ | ------ | -------- | ---- | ----- | ----- |
| Виктория Терещук | 178      | 1072     | 22         | 928        | 2.13,97  | 1316     | 112    | 1088   | 10.13,25 | 1268 | 5672  |       |

### Стрельба
Спортсменов — 12
Мужские соревнования
| Спортсмен          | Соревнование                  | Квалификация | Квалификация | Финал     | Финал     |
| Спортсмен          | Соревнование                  | Результат    | Место        | Результат | Место     |
| ------------------ | ----------------------------- | ------------ | ------------ | --------- | --------- |
| Артур Айвазян      | Винтовка лёжа, 50 м           | 599          | 1            | 702,7     |           |
| Юрий Сухоруков     | Винтовка лёжа, 50 м           | 589          | 36           | Не прошёл | Не прошёл |
| Артур Айвазян      | Винтовка с трёх позиций, 50 м | 1165         | 19           | Не прошёл | Не прошёл |
| Юрий Сухоруков     | Винтовка с трёх позиций, 50 м | 1174         | 3            | 1272,4    |           |
| Артур Айвазян      | Пневматическая винтовка, 10 м | 592          | 21           | Не прошёл | Не прошёл |
| Александр Лазейкин | Пневматическая винтовка, 10 м | 594          | 11           | Не прошёл | Не прошёл |
| Олег Омельчук      | Пневматический пистолет, 10 м | 579          | 17           | Не прошёл | Не прошёл |
| Олег Омельчук      | Пистолет, 50 м                | 563          | 2            | 658,9+6,5 | 4         |
| Иван Рыбовалов     | Пневматический пистолет, 10 м | 572          | 35           | Не прошёл | Не прошёл |
| Иван Рыбовалов     | Пистолет, 50 м                | 553          | 20           | Не прошёл | Не прошёл |
| Александр Петрив   | Скоростной пистолет, 25 м     | 580          | 4            | 780,2     | OR        |
| Роман Бондарюк     | Скоростной пистолет, 25 м     | 580          | 3            | 774,7     | 6         |
| Николай Мильчев    | Скит                          | 109          | 32           | Не прошёл | Не прошёл |

Женские соревнования
| Спортсмен      | Соревнование                  | Квалификация | Квалификация | Финал     | Финал     |
| Спортсмен      | Соревнование                  | Результат    | Место        | Результат | Место     |
| -------------- | ----------------------------- | ------------ | ------------ | --------- | --------- |
| Дарья Шитко    | Винтовка с трёх позиций, 50 м | 577          | 20           | Не прошла | Не прошла |
| Наталья Калниш | Винтовка с трёх позиций, 50 м | 571          | 31           | Не прошла | Не прошла |
| Наталья Калниш | Пневматическая винтовка, 10 м | 393          | 27           | Не прошла | Не прошла |
| Дарья Шарипова | Пневматическая винтовка, 10 м | 384          | 45           | Не прошла | Не прошла |
| Елена Костевич | Пневматический пистолет, 10 м | 378          | 31           | Не прошла | Не прошла |
| Елена Костевич | Пистолет, 25 м                | 288          | 25           | Не прошла | Не прошла |

### Стрельба из лука
Спортсменов — 5
| Спортсмен                                    | Соревнование                        | Предварительный раунд | Предварительный раунд | 1/64                                     | 1/32                                           | 1/16                               | Четвертьфиналы                       | Полуфиналы                                  | Матч за 3-е место       | Финал                              | Место                 |
| Спортсмен                                    | Соревнование                        | Очков                 | Номер посева          | Соперник Результат                       | Соперник Результат                             | Соперник Результат                 | Соперник Результат                   | Соперник Результат                          | Соперник Результат      | Соперник Результат                 | Место                 |
| -------------------------------------------- | ----------------------------------- | --------------------- | --------------------- | ---------------------------------------- | ---------------------------------------------- | ---------------------------------- | ------------------------------------ | ------------------------------------------- | ----------------------- | ---------------------------------- | --------------------- |
| Виктор Рубан (3)                             | Индивидуальные мужские соревнования | 678                   | 3                     | Магед Юссеф (EGY) (62) Поб. 111:96;      | Майкл Нэрей (AUS) (30) Поб. 115:105;           | Яцек Проц (POL) (19) Поб. 114:108; | Мория Рюити (JPN) (22) Поб. 115:106; | Баир Бадёнов (RUS) (31) Поб. 112+20:112+18; |                         | Пак Кюн Мо (KOR) (4) Поб. 113:112; |                       |
| Александр Сердюк (20)                        | Индивидуальные мужские соревнования | 661                   | 20                    | Йенс Пипер (GER) (34) Поб. 114:109       | Рафал Добровольски (POL) (13) Пор. 111+8:111+9 | Закончил выступление               | Закончил выступление                 | Закончил выступление                        | Закончил выступление    | Закончил выступление               | Закончил выступление  |
| Маркиян Ивашко (32)                          | Индивидуальные соревнования         | 658                   | 32                    | Даниель Морильо (ESP) (33) Пор. 107:115  | Закончил выступление                           | Закончил выступление               | Закончил выступление                 | Закончил выступление                        | Закончил выступление    | Закончил выступление               | Закончил выступление  |
| Маркиян Ивашко Александр Сердюк Виктор Рубан | Командные мужские соревнования      | 1997                  | 2                     |                                          |                                                |                                    | (TPE) (7) Поб. 214:211               | (ITA) (6) Пор. 221:223                      | (CHN) (12) Пор. 219:222 | Закончили выступление              | 4                     |
| Татьяна Бережная (38)                        | Индивидуальные женские соревнования | 627                   | 38                    | Чжан Цзюаньцзюань (CHN) (27) Пор. 97:109 | Закончила выступление                          | Закончила выступление              | Закончила выступление                | Закончила выступление                       | Закончила выступление   | Закончила выступление              | Закончила выступление |
| Виктория Коваль (21)                         | Индивидуальные женские соревнования | 641                   | 21                    | Барбора Горакова (CZE) (44) Поб. 109:107 | Аида Роман (MEX) (12) Пор. 105:111             | Закончила выступление              | Закончила выступление                | Закончила выступление                       | Закончила выступление   | Закончила выступление              | Закончила выступление |

### Теннис
Спортсменов — 4
| Спортсмен                            | Соревнование                        | 1/64                                       | 1/32                                                                  | 1/16                                               | Четвертьфиналы                                               | Полуфиналы                                             | Матч за 3-е место                     | Финал                 | Место |
| Спортсмен                            | Соревнование                        | Соперник Счёт                              | Соперник Счёт                                                         | Соперник Счёт                                      | Соперник Счёт                                                | Соперник Счёт                                          | Соперник Счёт                         | Соперник Счёт         | Место |
| ------------------------------------ | ----------------------------------- | ------------------------------------------ | --------------------------------------------------------------------- | -------------------------------------------------- | ------------------------------------------------------------ | ------------------------------------------------------ | ------------------------------------- | --------------------- | ----- |
| Катерина Бондаренко                  | Женские индивидуальные соревнования | Елена Дементьева (RUS) Пор. 1-6, 4-6       | Закончила выступление                                                 |                                                    |                                                              |                                                        |                                       |                       |       |
| Алёна Бондаренко                     | Женские индивидуальные соревнования | Милагрос Секуэра (VEN) Поб. 3-6, 0-1, +/-  | Елена Янкович (SRB) Пор. 5-7, 1-6                                     | Закончила выступление                              |                                                              |                                                        |                                       |                       |       |
| Татьяна Перебийнис                   | Женские индивидуальные соревнования | Виктория Азаренко (BLR) Пор. 4-6, 7-5, 4-6 | Закончила выступление                                                 |                                                    |                                                              |                                                        |                                       |                       |       |
| Мария Корытцева                      | Женские индивидуальные соревнования | Ципора Обцилер (ISR) Поб. 5-7, 7-5, 6-4    | Люси Сафарова (CZE) Пор. 6-2, 1-6, 5-7                                | Закончила выступление                              |                                                              |                                                        |                                       |                       |       |
| Катерина Бондаренко Алёна Бондаренко | Женские парные соревнования         |                                            | Марта Домаховска, Агнешка Радваньская (POL) Поб. 6-3, 6-2             | Ольга Говорцова, Дарья Кустова (BLR) Поб. 6-1, 6-3 | Флавия Пеннетта, Франческа Скьявоне (ITA) Поб. 6-1, 3-6, 7-5 | Венус Уильямс, Серена Уильямс (USA) Пор. 6-4, 4-6, 1-6 | Янь Цзы, Чжэн Цзе (CHN) Пор. 2-6, 2-6 | Закончили выступление |       |
| Мария Корытцева Татьяна Перебийнис   | Женские парные соревнования         |                                            | Анабель Медина Гарригес, Вирджиния Руано Паскуаль (ESP) Пор. 3-6, 4-6 | Закончили выступление                              |                                                              |                                                        |                                       |                       |       |

### Настольный теннис
Спортсменов — 3
| Спортсмен           | Разряд           | 1-й раунд                                                 | 2-й раунд                                                                  | 3-й раунд             | 4-й раунд             | Четвертьфиналы        | Полуфиналы            | Финал                 | Финал                 |
| Спортсмен           | Разряд           | Соперник Счёт                                             | Соперник Счёт                                                              | Соперник Счёт         | Соперник Счёт         | Соперник Счёт         | Соперник Счёт         | Соперник Счёт         | Место                 |
| ------------------- | ---------------- | --------------------------------------------------------- | -------------------------------------------------------------------------- | --------------------- | --------------------- | --------------------- | --------------------- | --------------------- | --------------------- |
| Коу Лей             | Мужчины одиночно | Сурайу Сака (CGO) пор. 1-4 (11-5, 9-11, 8-11, 6-11, 9-11) | Завершил выступления                                                       | Завершил выступления  | Завершил выступления  | Завершил выступления  | Завершил выступления  | Завершил выступления  | Завершил выступления  |
| Маргарита Песоцкая  | Женщины одиночно | Марина Шумакова (KAZ) поб. 4-0 (11-8, 11-6, 11-6, 11-6)   | Жу Фанг (ESP) пор. 1-4 (11-9, 8-11, 4-11, 7-11, 9-11)                      | Завершила выступления | Завершила выступления | Завершила выступления | Завершила выступления | Завершила выступления | Завершила выступления |
| Татьяна Сорочинская | Женщины одиночно | Ноха Йошри (EGY) поб. 4-0 (11-5, 11-4, 12-10, 11-7)       | Тан Венлинг Монфардини (ITA) пор. 2-4 (7-11, 6-11, 11-9, 4-11, 11-7, 4-11) | Завершила выступления | Завершила выступления | Завершила выступления | Завершила выступления | Завершила выступления | Завершила выступления |

### Триатлон
Спортсменов — 3
Мужчины
| Спортсмен             | Соревнование                | Плавание | Велосипед      | Бег            | Всего          | Место          |
| --------------------- | --------------------------- | -------- | -------------- | -------------- | -------------- | -------------- |
| Владимир Поликарпенко | Индивидуальные соревнования | 18:23    | 58:58          | 34:32          | 1:52:51.74     | 35             |
| Андрей Глущенко       | Индивидуальные соревнования | 18:59    | Не финишировал | Не финишировал | Не финишировал | Не финишировал |

Женщины
| Спортсмен     | Соревнование                | Плавание | Велосипед | Бег   | Всего      | Место |
| ------------- | --------------------------- | -------- | --------- | ----- | ---------- | ----- |
| Юлия Сапунова | Индивидуальные соревнования | 21:02    | 1:05:18   | 36:09 | 2:03:34.39 | 24    |

### Тяжёлая атлетика
Спортсменов — 9
Мужчины
| Категория    | Спортсмен        | Масса  | Рывок | Рывок | Рывок | Толчок | Толчок | Толчок | Всего | Место |
| Категория    | Спортсмен        | Масса  | 1     | 2     | 3     | 1      | 2      | 3      | Всего | Место |
| ------------ | ---------------- | ------ | ----- | ----- | ----- | ------ | ------ | ------ | ----- | ----- |
| До 94 кг     | Артём Иванов     | 93,97  | 170   | 175   | 175   | 205    | 210    | 214    | 380   | 11    |
| До 105 кг    | Алексей Торохтий | 104,64 | 172   | 177   | 181   | 213    | 220    | 220    | 390   | 11    |
| До 105 кг    | Игорь Разарёнов  | 104,58 | 185   | 185   | 187   | 223    | 234    | 234    | —     | ДСК   |
| Свыше 105 кг | Артём Удачин     | 144,09 | 197   | 203   | 207   | 235    | 235    | 241    | 442   | 4     |
| Свыше 105 кг | Игорь Шимечко    | 130,25 | 193   | 197   | 201   | 217    | 227    | 232    | 433   | 5     |

Женщины
| Категория   | Спортсмен        | Масса  | Рывок | Рывок | Рывок | Толчок | Толчок | Толчок | Всего | Место |
| Категория   | Спортсмен        | Масса  | 1     | 2     | 3     | 1      | 2      | 3      | Всего | Место |
| ----------- | ---------------- | ------ | ----- | ----- | ----- | ------ | ------ | ------ | ----- | ----- |
| До 69 кг    | Наталья Давыдова | 68,63  | 110   | 113   | 115   | 130    | 133    | 135    | 250   |       |
| До 75 кг    | Миронюк Надежда  | 74,11  | 102   | 105   | 105   | 125    | 127    | 132    | 237   | 9     |
| Свыше 75 кг | Ольга Коробка    | 166,97 | 120   | 124   | 127   | 150    | 153    | —      | 277   |       |
| Свыше 75 кг | Юлия Довгаль     | 96,05  | 95    | 114   | 114   | 140    | 140    | 147    | 258   | 7     |

### Фехтование
Спортсменов — 8
Мужчины
| Спортсмен                                                    | Соревнование         | 1/64                          | 1/32                                                 | 1/16                            | Четвертьфиналы          | Полуфиналы                                 | Матч за 3-е место                              | Финал                | Место |
| Спортсмен                                                    | Соревнование         | Соперник Результат            | Соперник Результат                                   | Соперник Результат              | Соперник Результат      | Соперник Результат                         | Соперник Результат                             | Соперник Результат   | Место |
| ------------------------------------------------------------ | -------------------- | ----------------------------- | ---------------------------------------------------- | ------------------------------- | ----------------------- | ------------------------------------------ | ---------------------------------------------- | -------------------- | ----- |
| Богдан Никишин                                               | Индивидуальная шпага | Майк Вуд (RSA) (38) поб. 15:7 | Михель Каутер (SUI) (11) пор. 12:15                  | Закончил выступление            | Закончил выступление    | Закончил выступление                       | Закончил выступление                           | Закончил выступление | 28    |
| Максим Хворост                                               | Индивидуальная шпага |                               | Игорь Тихомиров (фехтовальщик) (CAN) (15) пор. 11:15 | Закончил выступление            | Закончил выступление    | Закончил выступление                       | Закончил выступление                           | Закончил выступление | 19    |
| Дмитрий Чумак                                                | Индивидуальная шпага |                               | Рубен Гаскон (VEN) (23) поб. 15:13                   | Чин Сун Чон (KOR) (5) пор. 6:15 | Закончил выступление    | Закончил выступление                       | Закончил выступление                           | Закончил выступление | 13    |
| Богдан Никишин Максим Хворост Дмитрий Чумак Виталий Медведев | Командная шпага      |                               |                                                      |                                 | Польша (POL) пор. 37:45 | Матч за 5-8 место Венгрия (HUN) пор. 29:41 | Матч за 7-8 место Южная Корея (KOR) поб. 41:39 |                      | 7     |

Женщины
| Спортсмен                                              | Соревнование          | 1/64                               | 1/32                                      | 1/16                                    | Четвертьфиналы                      | Полуфиналы            | Матч за 3-е место     | Финал                  | Место |
| Спортсмен                                              | Соревнование          | Соперник Результат                 | Соперник Результат                        | Соперник Результат                      | Соперник Результат                  | Соперник Результат    | Соперник Результат    | Соперник Результат     | Место |
| ------------------------------------------------------ | --------------------- | ---------------------------------- | ----------------------------------------- | --------------------------------------- | ----------------------------------- | --------------------- | --------------------- | ---------------------- | ----- |
| Галина Пундик                                          | Индивидуальная сабля  | Адель Дю Плой (RSA) (37) поб. 15:7 | София Великая (RUS) (5) пор. 7:15         | Закончила выступление                   | Закончила выступление               | Закончила выступление | Закончила выступление | Закончила выступление  | 29    |
| Ольга Харлан                                           | Индивидуальная сабля  |                                    | Джоя Мардзокка (ITA) (17) поб. 15:8       | Сада Джекобсон (USA) (1) пор. 13:15     | Закончила выступление               | Закончила выступление | Закончила выступление | Закончила выступление  | 13    |
| Елена Хомровая                                         | Индивидуальная сабля  |                                    | Александра Соха (POL) (18) поб. 15:11     | Екатерина Дьяченко (RUS) (9) поб. 15:14 | Сада Джекобсон (USA) (1) пор. 11:15 | Закончила выступление | Закончила выступление | Закончила выступление  | 8     |
| Галина Пундик Ольга Харлан Елена Хомровая Ольга Жовнир | Командная сабля       |                                    |                                           |                                         | Россия (RUS) поб. 45:34             | США (USA) поб. 45:39  |                       | Китай (CHN) поб. 45:44 |       |
| Яна Шемякина                                           | Индивидуальная шпага  |                                    | Илдико Минча-Небалд (HUN) (11) пор. 13:15 | Закончила выступление                   | Закончила выступление               | Закончила выступление | Закончила выступление | Закончила выступление  | 18    |
| Ольга Лелейко                                          | Индивидуальная рапира |                                    | Магдалина Мрочкевич (POL) (31) пор. 9:15  | Закончила выступление                   | Закончила выступление               | Закончила выступление | Закончила выступление | Закончила выступление  | 36    |